# Presidenti della Provincia di Ferrara
Elenco dei presidenti dell'amministrazione provinciale di Ferrara.

## Regno d'Italia (1861-1946)

### Presidenti del Consiglio provinciale (1860-1926)
- Lorenzo Leati (1862-1864)
- Luigi Bosi (1864-1867)
- Carlo Mazzucchi (1867-1868)
- Leopoldo Ferraresi (1868-1869)
- Antonio Mangilli (1869-1875)
- Leopoldo Ferraresi (1875-1878)
- Cesare Monti (1878-1880)
- Leopoldo Ferraresi (1880-1889)
- Giovanni Gattelli (1889-1890)
- Giovanni Martinelli (1890-1895)
- Adolfo Cavalieri (1895-1899)
- Antonio Mangilli (1899-1900)
- Eugenio Righini (1900-1903)
- Roberto Giglioli (1903-1905)
- Eugenio Righini (1905-1908)
- Stefano Gatti-Casazza (1909-1913)
- Guido Marangoni (1914-?)

### Presidenti della Deputazione provinciale (1889-1926)
| Nº  | Nº | Ritratto | Nome                     | Mandato | Mandato | Partito |
| Nº  | Nº | Ritratto | Nome                     | Inizio  | Fine    | Partito |
| --- | -- | -------- | ------------------------ | ------- | ------- | ------- |
| 1   |    |          | Antonio Francesco Trotti | 1889    | 1890    | ?       |
| 2   |    |          | Antonio Mangilli         | 1890    | 1892    | ?       |
| (1) |    |          | Antonio Francesco Trotti | 1892    | 1896    | ?       |
| 3   |    |          | Stefano Gatti-Casazza    | 1896    | 1908    | ?       |
| 4   |    |          | Eugenio Righini          | 1908    | 1910    | ?       |
| 5   |    |          | Ercole Padovani          | 1910    | 1911    | ?       |

## Repubblica italiana (dal 1946)

### Presidenti della Deputazione provinciale (1945-1951)
| N° | N° | Ritratto | Nome       | Mandato | Mandato        | Partito              |
| N° | N° | Ritratto | Nome       | Inizio  | Fine           | Partito              |
| -- | -- | -------- | ---------- | ------- | -------------- | -------------------- |
| 1  |    |          | Ivo Diozzi | 1945    | 16 giugno 1952 | Democrazia Cristiana |

### Presidenti della Provincia (dal 1951)

#### Eletti dal Consiglio provinciale (1951-1995)
| N° | N° | Ritratto | Nome                | Mandato        | Mandato        | Partito                     | Elezione |
| N° | N° | Ritratto | Nome                | Inizio         | Fine           | Partito                     | Elezione |
| -- | -- | -------- | ------------------- | -------------- | -------------- | --------------------------- | -------- |
| 1  |    |          | Alfredo Carpeggiani | 16 giugno 1952 | 1964           | Partito Socialista Italiano |          |
| 2  |    |          | Flaviano Malaguti   | 1965           | 1967           | Partito Socialista Italiano |          |
| 3  |    |          | Radames Costa       | 1967           | 1970           | Partito Socialista Italiano |          |
| 4  |    |          | Giuliano Domenicali | 1970           | 1975           | Partito Socialista Italiano |          |
| 5  |    |          | Ugo Marzola         | 1975           | 1985           | Partito Socialista Italiano |          |
| 6  |    |          | Carlo Perdomi       | 31 luglio 1985 | 12 luglio 1990 | Partito Socialista Italiano |          |
| 7  |    |          | Francesco Ruvinetti | 12 luglio 1990 | 24 aprile 1995 | Partito Socialista Italiano |          |

#### Eletti direttamente dai cittadini (1995-2014)
| N° | N°   | Ritratto       | Nome                    | Mandato        | Mandato           | Partito                           | Elezione |
| N° | N°   | Ritratto       | Nome                    | Inizio         | Fine              | Partito                           | Elezione |
| -- | ---- | -------------- | ----------------------- | -------------- | ----------------- | --------------------------------- | -------- |
| 8  |      |                | Paolo Siconolfi         | 24 aprile 1995 | 14 giugno 1999    | Partito Popolare Italiano         | 1995     |
| 9  |      |                | Pier Giorgio Dall'Acqua | 14 giugno 1999 | 2004              | La Margherita Partito Democratico | 1999     |
| 9  | 2004 | 25 giugno 2009 | Pier Giorgio Dall'Acqua | 2004           |                   | La Margherita Partito Democratico |          |
| 10 |      |                | Marcella Zappaterra     | 25 giugno 2009 | 30 settembre 2014 | Partito Democratico               | 2009     |

#### Eletti dai sindaci e consiglieri della provincia (dal 2014)
| N° | N° | Ritratto | Nome                                               | Mandato           | Mandato           | Partito                       | Elezione |
| N° | N° | Ritratto | Nome                                               | Inizio            | Fine              | Partito                       | Elezione |
| -- | -- | -------- | -------------------------------------------------- | ----------------- | ----------------- | ----------------------------- | -------- |
| 11 |    |          | Tiziano Tagliani                                   | 30 settembre 2014 | 31 ottobre 2018   | Partito Democratico           | 2014     |
| 12 |    |          | Barbara Paron                                      | 31 ottobre 2018   | 6 ottobre 2020    | Partito Democratico           | 2018     |
| –  |    |          | Nicola Minarelli (Vicepresidente facente funzioni) | 6 ottobre 2020    | 19 dicembre 2021  | Partito Democratico           | 2018     |
| 13 |    |          | Gianni Michele Padovani                            | 19 dicembre 2021  | 30 settembre 2024 | Partito Socialista Italiano   | 2021     |
| 14 |    |          | Daniele Garuti                                     | 30 settembre 2024 | In carica         | Indipendente di centro-destra | 2024     |